# Hermann Lorey

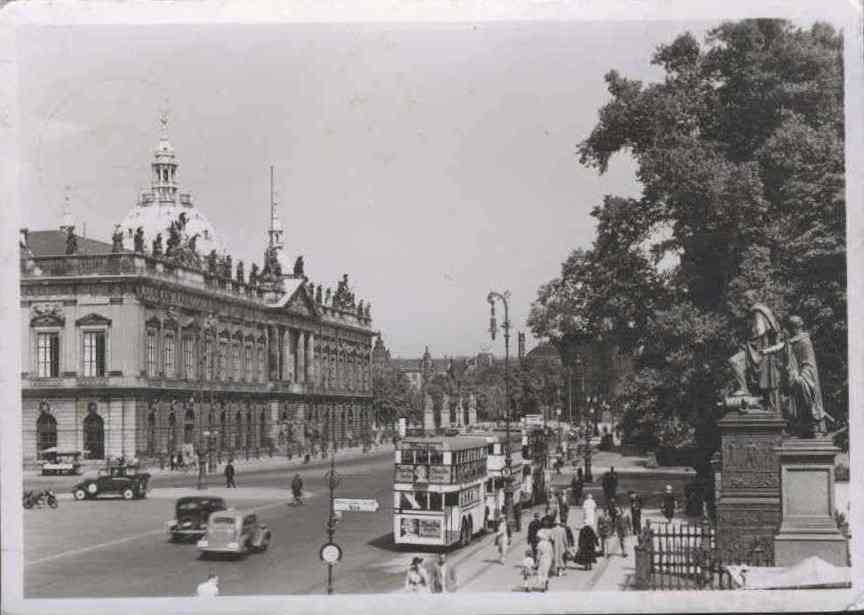
Zeughaus Berlin (um 1935)

Hermann Wilhelm Richard Lorey (* 25. September 1877 in Stralsund; † 15. Oktober 1954 in Berlin-Dahlem) war ein Marineoffizier (Korvettenkapitän) der deutschen Kaiserlichen Marine, Kommandant der osmanischen ehemaligen deutschen Linienschiffe Barbaros Hayreddin und Torgud Reis sowie des osmanischen Kreuzers Hamidiye, Kapitän zur See der Vorläufigen Reichsmarine, Konteradmiral a. D. der Reichsmarine, Konteradmiral z. V. der Kriegsmarine, Kustos der Reichsmarinesammlung, Direktor des Museums der Kriegsmarine, Direktor des Berliner Zeughauses, Chef der Heeresmuseen sowie Seefahrts- und Marineschriftsteller.

## Leben

### Herkunft
Hermann Lorey war der Sohn des Stralsunder Ratsherrn und  Geheimen Regierungsrates Hermann Lorey (1835–1909) und dessen Ehefrau Luise, geborene Sarnow. Er besuchte die Schule in Stralsund und nach der Berufung seines Vaters im Jahr 1889 als Bürgermeister nach Kiel hier bis 1896 die höhere Schule.

### Offizierausbildung
Hermann Lorey trat am 7. April 1896 in die Kaiserliche Marine ein, absolvierte die Grundausbildung auf den Schulschiffen Stein und Gneisenau, wurde am 3. Mai 1897 Seekadett, durchlief die Torpedoausbildung auf dem Torpedoschulschiff Blücher und die Artillerieausbildung auf dem Artillerieschulschiff Mars und absolvierte dann vom 21. September 1898 bis 1. Oktober 1899 die Marineschule, wobei er während dieser Zeit am 1. Januar 1899 zum Fähnrich zur See und am 30. September 1899 zum Leutnant zur See ernannt wurde.

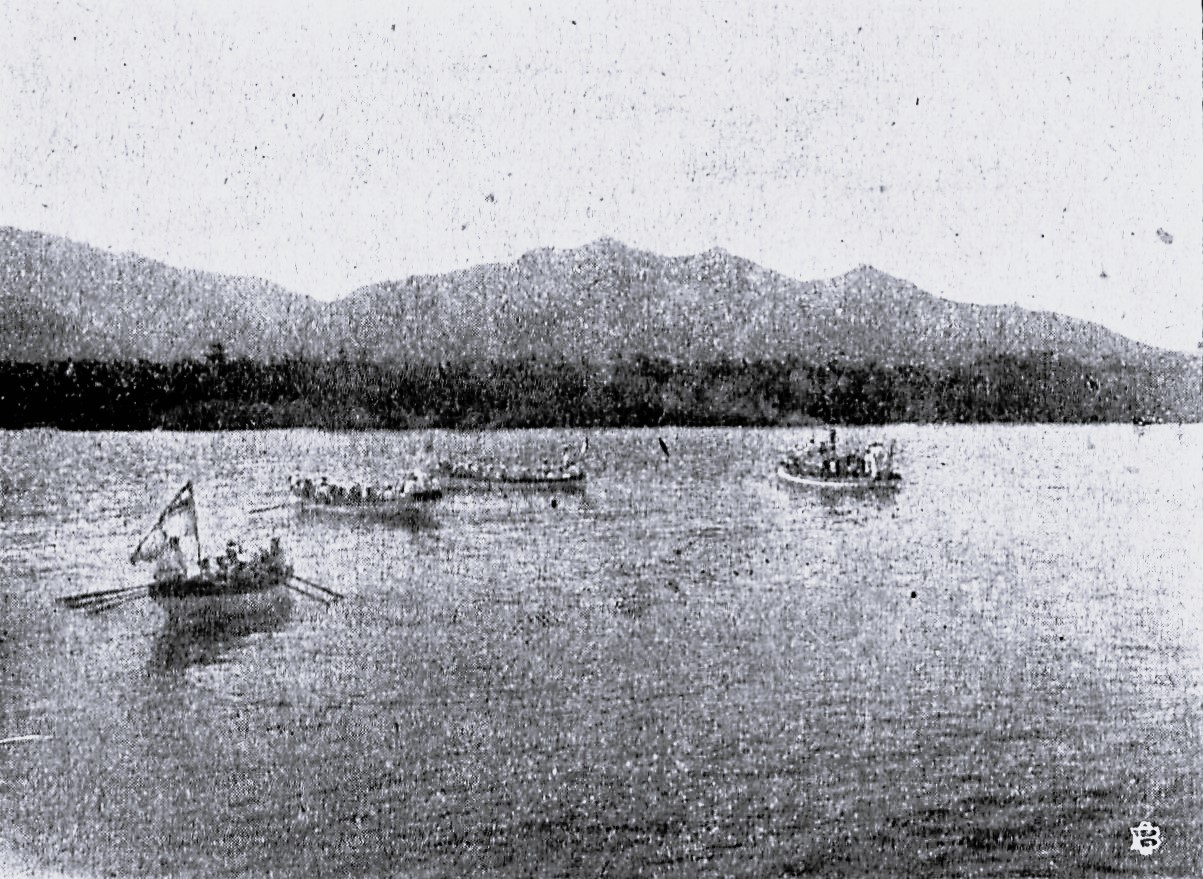
Enterkommando der Gazelle sammelt sich zum Kapern des venezolanischen Kanonenboots Restaurador

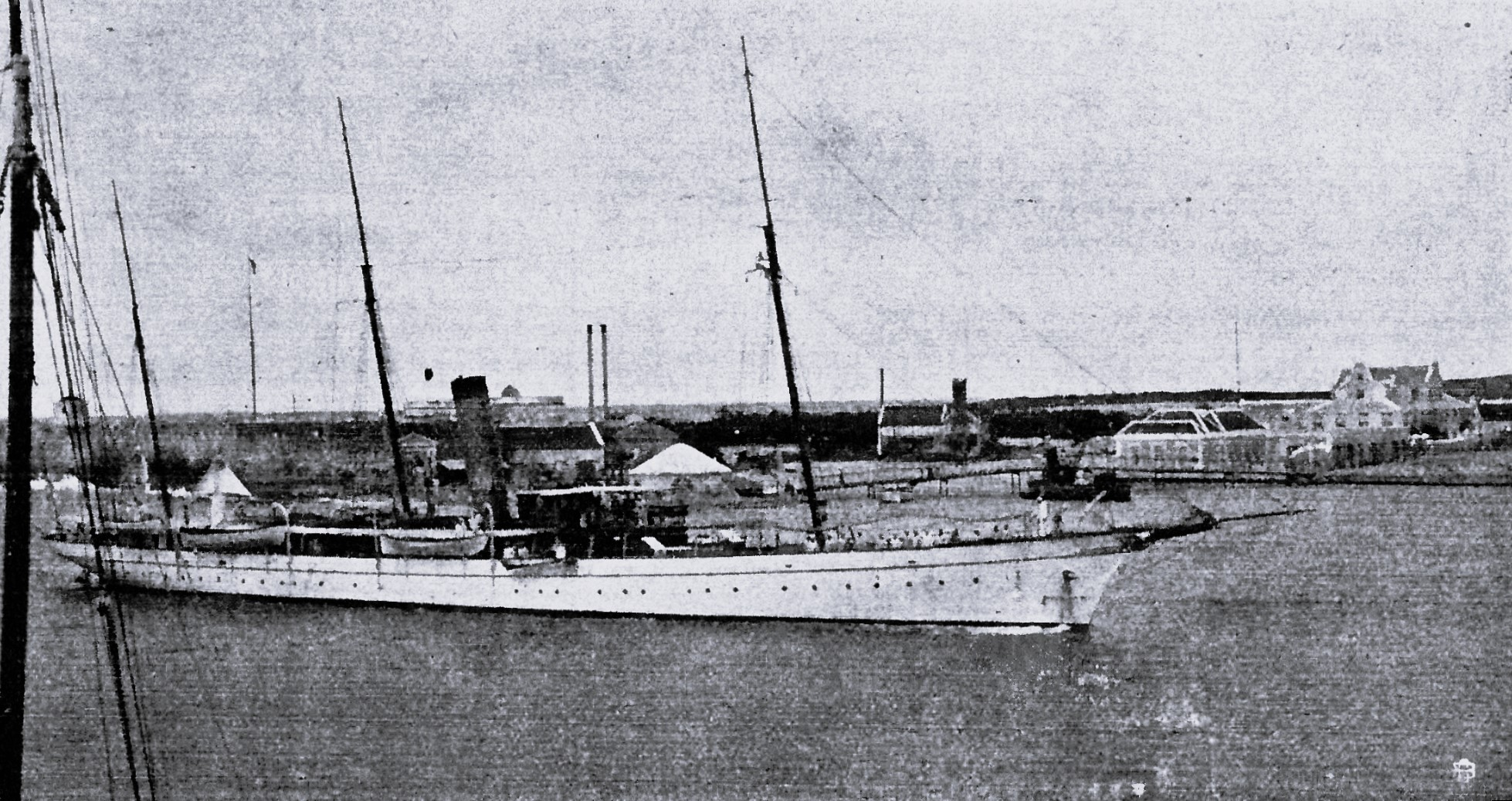
Die Restaurador nach der Kaperung unter deutscher Flagge im Hafen von Cura¢ao

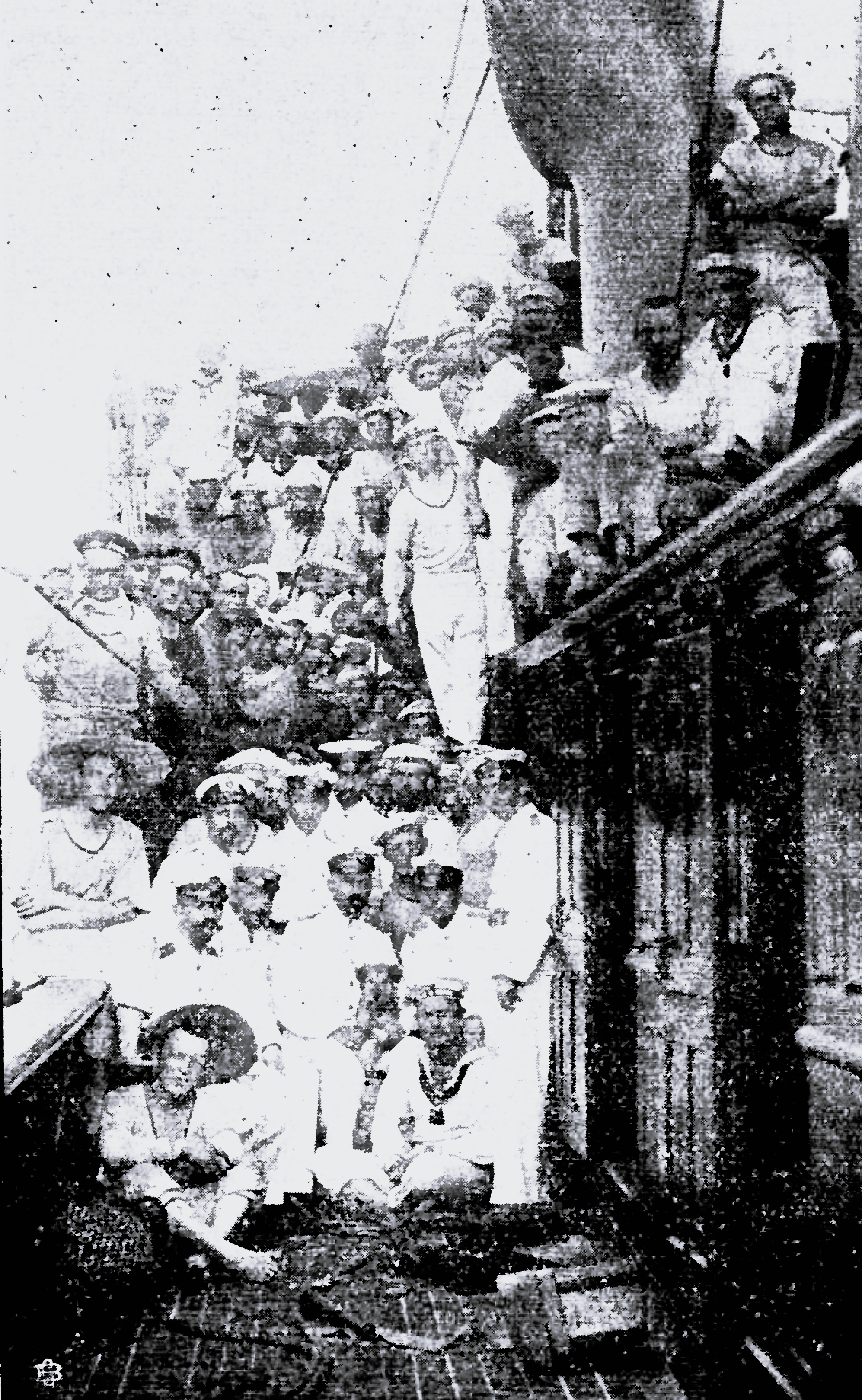
Deutsche Besatzung an Bord der Restaurador

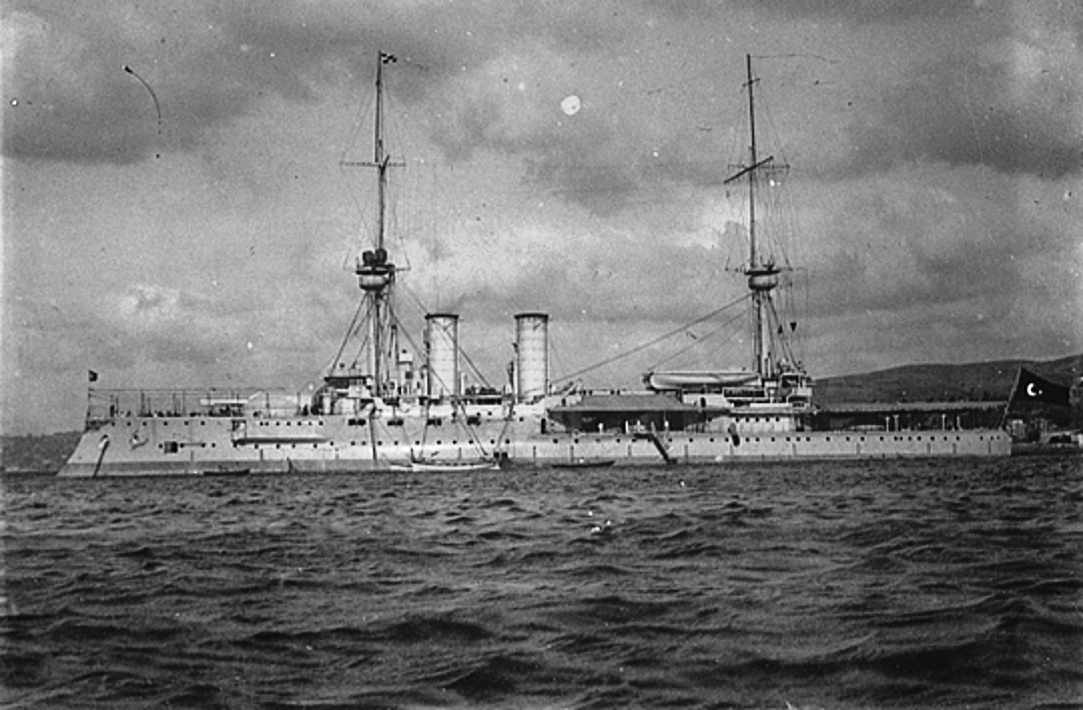
Barbaros Hayreddin

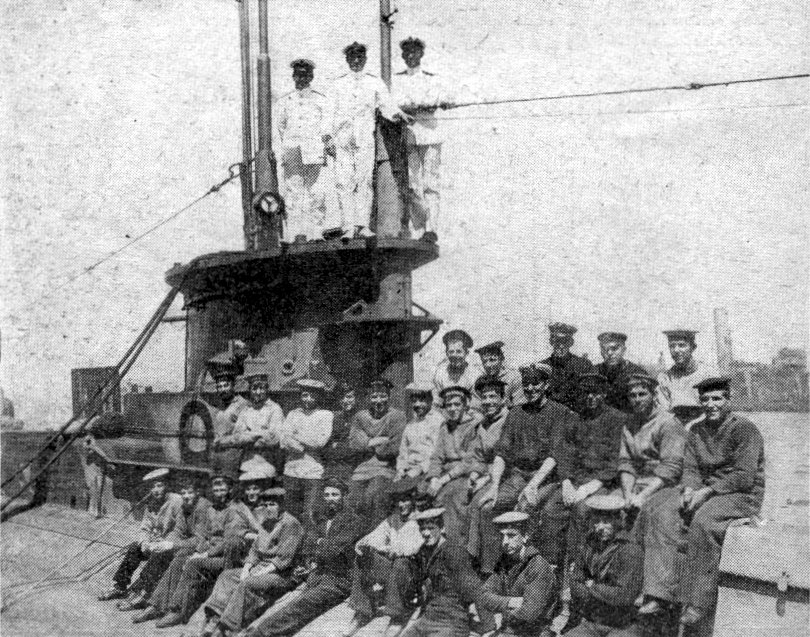
Crew der E11, die das unter dem Kommando von Korvettenkapitän Lorey stehende türkische Linienschiff Barbaros Hayreddin versenkte

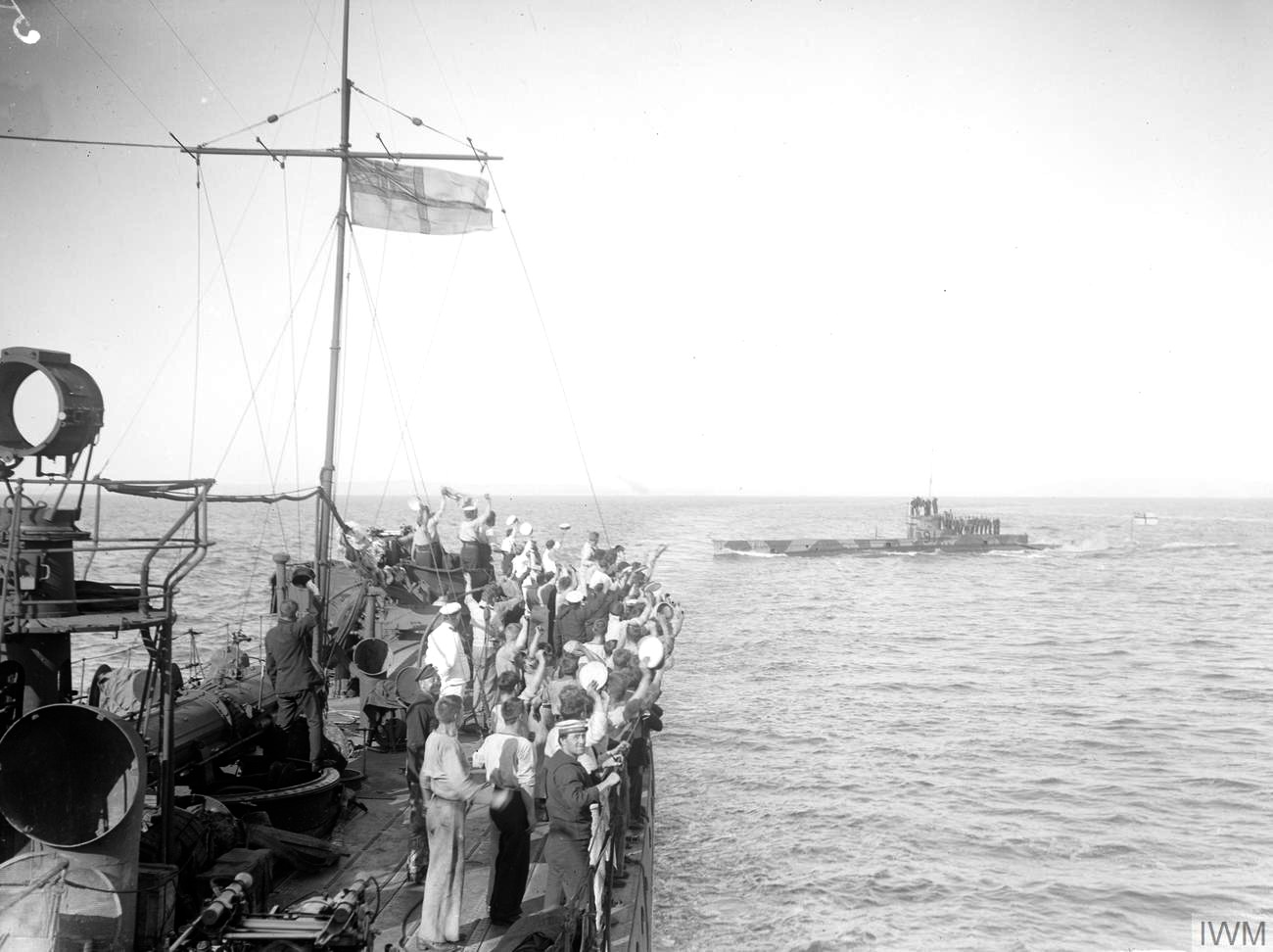
Crew der Grampus feiert 1915 die E11 nach einem erfolgreichen Angriff

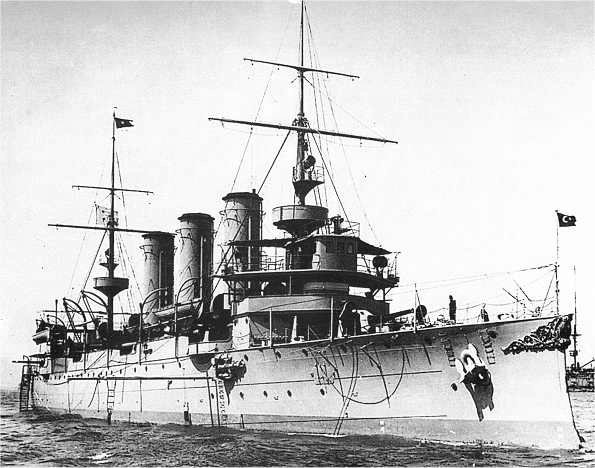
Kreuzer Hamidiye

### Ausbildung zum Wachoffizier/Kaperung eines venezolanischen Kanonenboots
Nach seiner weiteren Ausbildung zum Wachoffizier auf den Linienschiffen Bayern und Kaiser Wilhelm II., dem Schulschiff Stosch, den Küstenpanzerschiffen Odin und Hagen, der nur noch als Torpedoversuchsschiff eingesetzten ehemaligen Panzerfregatte Friedrich Carl, dem Kleinen Kreuzer Ariadne sowie mehreren zwischenliegenden Landverwendungen war Hermann Lorey nach seiner Zuversetzung am 15. Juni 1901 und der zum 1. März 1902 erfolgten Beförderung zum Oberleutnant zur See als Wachoffizier unter dem Kommandanten Korvettenkapitän Joachim von Oriola mit dem Kleinen Kreuzer Gazelle zunächst zur Aufnahme in das Ostasiengeschwader an das an der chinesischen Ostküste im Süden der Shandong-Halbinsel gelegene deutsche Pachtgebiet Kiautschou beordert. Während der Venezuela-Krise, die Venezuelas Präsident Cipriano Castro durch Einstellung des Schuldendienstes ausgelöst hatte, wurde die Gazelle 1902 in das Einsatzgebiet vor der Küste Venezuelas verlegt und vor Ort der neu gebildeten Ostamerikanischen Kreuzerdivision zugeordnet. Hier war Hermann Lorey am 11. Dezember 1902 als Bootsführer des I. Kutters der Gazelle Angehöriger des Enterkommandos, das unter der Führung des damaligen Kapitänleutnants und Ersten Offiziers Titus Türk (Dampfpinasse unter Türk, Ruderpinasse unter Oberleutnant zur See Hugo von Rosenberg, I. Kutter unter Lorey und Jolle unter Bootsmannsmaat Materne) im Hafen von Guanta das venezolanische Kanonenboot Restaurador (ex US-amerikanische Jacht Atalanta) enterte, dessen Kommandant der spätere General und Revolutionsführer Román Delgado Chalbaud war. Das Schiff wurde nach der erfolgreichen Kaperung unter deutscher Flagge als Blockadeschiff eingesetzt und nach Beendigung der Blockade wieder an die venezolanischen Behörden übergeben. Hermann Lorey wurde während einer Landverwendung am 30. März 1906 zum Kapitänleutnant befördert, war ab 1. Oktober 1906 Wachoffizier auf dem Linienschiff Lothringen und danach am 24. Oktober 1907 Mitglied der Indienststellungsbesatzung des Schweren Kreuzers Scharnhorst, von dem er nach seiner Verwendung bis 27. Mai 1910 als Wachoffizier unter den Kommandanten Konrad Trummler, Otto Philipp und zuletzt Leberecht Maaß am 28. Mai 1910 in Tsingtau ausgeschifft wurde.

### Verwendungen als Erster Offizier und Einsätze im Ersten Weltkrieg
Hermann Lorey wurde ab 17. Juli 1910 zur Verfügung der I. Werftdivision in Kiel gestellt, war vom 15. September 1910 bis 22. September 1911 Artillerieoffizier auf dem Schweren Kreuzer Roon, wurde nach zwischenzeitlichen Landverwendungen am 22. März 1913 zum Korvettenkapitän befördert und war danach u. a. vom 18. März bis 1. August 1914 unter dem Kommandanten Kapitän zur See Heinrich Rohardt Erster Offizier des Großen Kreuzers Hertha.
Im Zeitraum des Kriegseintritts des Deutschen Kaiserreiches in der ersten Augustwoche 1914 wurde er versetzt und wirkte im Ersten Weltkrieg zunächst vom 2. August 1914 bis 4. Mai 1915 unter dem Kommandanten Kapitän zur See Wilhelm Tägert als Erster Offizier des Linienschiffs Mecklenburg. Die Mecklenburg wurde dem neugebildeten IV. Geschwader zugeteilt und, obwohl das Geschwader zur Hochseeflotte gehörte, dem Oberbefehlshaber der Ostseestreitkräfte Großadmiral Prinz Heinrich von Preußen unterstellt und nahm vom 5. bis 10. September sowie vom 22. bis 26. September an Vorstößen in die östliche Ostsee teil. Vom 5. Dezember 1914 bis zum 2. April 1915 war die Mecklenburg im Vorposten- und Sicherungsdienst auf der Unterelbe tätig.
Nach der Unterzeichnung eines Deutsch-Türkischen Bündnisvertrages am 2. August 1914 und dem Kriegseintritt der Türkei nach Erhalt mehrerer Kriegserklärungen im November 1914 übernahm der deutsche Vizeadmiral Wilhelm Souchon den Oberbefehl über die Osmanische Marine und später nach dem Kriegseintritt Bulgariens auch über die Bulgarische Marine.
Im weiteren Verlauf des Ersten Weltkriegs war Hermann Lorey hier Kommandant der osmanischen ehemaligen deutschen Linienschiffe und vormaligen Panzerschiffe Kurfürst Friedrich Wilhelm und Weißenburg, die 1910 an das Osmanische Reich verkauft wurden und unter dem neuen Namen Barbaros Hayreddin und Torgud Reis weiter im aktiven Dienst blieben. Im August 1915 war die Barbaros Hayreddin unter dem Kommando von Korvettenkapitän Hermann Lorey auf dem Weg in die Dardanellen und wurde dabei am 8. August durch einen Torpedo des unter dem Kommando von Lieutenant Commander Martin Eric Nasmith (1883–1965) stehenden britischen U-Bootes E11 vor Bolayır am Nordende der Halbinsel Gallipoli im Marmarameer versenkt. Es gab 253 Tote unter den Besatzungsmitgliedern, wobei Hermann Lorey schwer verletzt wurde, aber überlebte. Nach seiner Genesung war Hermann Lorey zur Verfügung des Befehlshabers der Mittelmeerdivision abgeordnet und wirkte dann vom 6. November 1915 bis Juni 1917 als Kommandant der Torgud Reis und zwischenzeitlich vom 2. April bis 23. Juli 1916 als Kommandant der Hamidiye, die ebenfalls zur Verteidigung der Dardanellen eingesetzt wurden. Zuletzt war er von Juni 1917 bis März 2018 Chef einer türkischen Torpedobootflottille, bevor er im März 1918 in das Reichsmarineamt versetzt wurde, wo er dann über das Kriegsende hinaus bis Juli 1919 in der Seetransportabteilung tätig war.

### Vorläufige Reichsmarine und Reichsmarine
Nach Kriegsende wurde Hermann Lorey in der Vorläufigen Reichsmarine 1920 zum Fregattenkapitän und am 30. November 1920 zum Kapitän zur See befördert und in der zum 1. Januar 1921 gegründeten Reichsmarine noch vom 6. Oktober 1920 bis 27. Mai 1924 als Kommandant der Befestigungen an der Ems-Mündung eingesetzt. Nachdem er im Jahr 1923 von der Marineleitung aufgrund der erlassenen Vorgaben nicht dem Personenkreis zugeordnet werden konnte, der für eine Übernahme näher zu betrachten war, schied er nach seiner zum 30. Juni 1924 erfolgten Ernennung zum Konteradmiral a. D. aus dem aktiven Dienst aus. Im Jahr zuvor hatte Hermann Lorey am 3. November 1923 in einem Brief an den Chef der Marineleitung die Problematik des Abgangs mit etwa 45 Jahren aus Sicht des Angehörigen einer Beamtenfamilie aufgezeigt, wobei Admiral Paul Behncke von den Ausführungen so angetan war, dass er am Rand notierte: „Aus diesen Ausführungen spricht ein hocherfreulicher Geist“ und die Marineleitung Lorey anschließend dabei unterstützte, zumindest indirekt weiter für die Marine tätig zu sein.

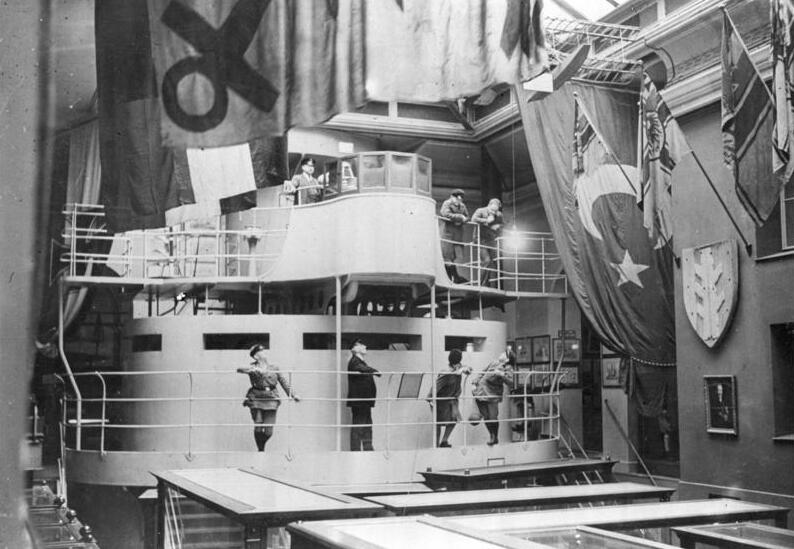
Kommandobrücke eines Schiffes im Museum für Meereskunde

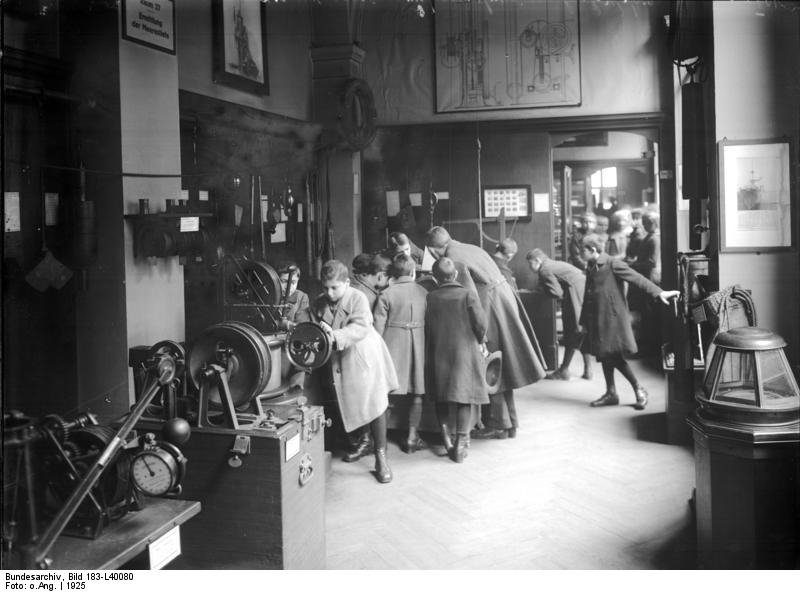
Schülerbesuch 1925 im Museum für Meereskunde

### Institut und Museum für Meereskunde
Das im Jahr 1900 als gesonderte Einrichtung der Friedrich-Wilhelms-Universität zu Berlin gegründete Institut und Museum für Meereskunde (IMfM bzw. MfM) hatte eine enge Verbindung zum Geographischen Institut der Universität und wurde am 5. März 1906 im Beisein von Kaiser Wilhelm II. mit dem Ziel eröffnet „das Verständnis für die mit der See und dem Seewesen zusammenhängenden Wissenszweige zu heben und den Sinn für die nationale und wirtschaftliche Bedeutung der Seeinteressen zu wecken.“

#### Reichsmarinesammlung
Im Jahr 1924 wurde Hermann Lorey in der Nachfolge des bereits seit Juli 1903 tätigen Kapitän zur See a. D. Rudolf Wittmer als Vorsteher der Reichsmarinesammlung und Verwalter der Abteilung für Schiffsbau eingestellt und wirkte in der Folge unter den Museumsdirektoren Alfred Merz und Albert Defant als Kustos am Institut und Museum für Meereskunde in Berlin. Dabei veröffentlichte er in der hauseigenen unter der Schriftleitung des Ozeanographen Georg Wüst befindlichen Reihe Meereskunde. Sammlung volkstümlicher Vorträge zum Verständnis der nationalen Bedeutung von Meer und Seewesen im Jahr 1929 das Werk Der I. Offizier an Bord eines Kriegsschiffes und 1930 Auf der Kommandobrücke eines Kriegsschiffes.

#### Kriegsmarinesammlung
Nach Gründung der Wehrmacht und Umbenennung der Reichsmarine in Kriegsmarine  wurde die von Hermann Lorey betreute Reichsmarinesammlung am 1. Juni 1935 in Kriegsmarinesammlung umbenannt.

### Museum der Kriegsmarine
Im Jahr 1940 bestimmte der Oberbefehlshaber der Kriegsmarine (Großadmiral Erich Raeder) im Einvernehmen mit dem Reichserziehungsminister (Bernhard Rust), dass die Kriegsmarinesammlung unter Lösung der bestehenden organisatorischen Bindung zum Institut für Meereskunde dem Oberkommando der Kriegsmarine unterstellt wird und die Bezeichnung Museum der Kriegsmarine erhält. Das Museum der Kriegsmarine sollte künftig Haupttraditions- und Erinnerungsstätte der Kriegsmarine sein, dem die hierfür geeigneten Objekte in erster Linie zuzuführen wären. Das Ausbringen von Zweigstellen des Museums der Kriegsmarine wurde dabei unter Vorbehalt gestellt. Als Museumsleiter und Direktor des Museums wurde von der Marineführung Hermann Lorey bestimmt, der später am 1. Februar 1941 zum Konteradmiral z. V. ernannt wurde. Das Museum verblieb an alter Stelle in der Georgenstraße und blieb nach Kriegsausbruch 1939 als eines der wenigen Museen in Berlin noch bis 1941 für das Publikum geöffnet. In den Jahren 1943 und 1944 wurden die wertvollsten und transportfähigen Teile der Sammlung in verschiedene Bergungsorte außerhalb Berlins ausgelagert. Im Jahr 1944 erhielt das Hauptgebäude mehrere Bombentreffer und während der Kämpfe in Berlin im April 1945 wurde der Mitteltrakt in der Georgenstraße schwer beschädigt. Nach Kriegsende kam das Museum zunächst im Mai 1945 unter die Aufsicht der Abteilung Volksbildung des neuen Magistrats der Stadt Berlin. Da aufgrund der Alliierten Kontrollratsbestimmungen alle militaristischen Einrichtungen aufgelöst werden mussten (hier: wissenschaftliches Institut und Marinesammlung), wurden am 31. Dezember 1946 beide Sammlungen (Museum der Kriegsmarine und Museum für Meereskunde) offiziell aufgelöst. Von den zuvor noch im Museum verbliebenen Sammlungsteilen konnten Teile noch auf andere Institute verteilt werden. Etwa 180 Schiffsmodelle sowie der Brandtaucher Wilhelm Bauers, das erste deutsche U-Boot, kamen in die Schiffsbautechnische Fakultät der Universität Rostock. Heute befindet sich der Brandtaucher im Militärhistorischen Museum der Bundeswehr in Dresden. Zahlreiche weitere Exponate wurden von den russischen Streitkräften abtransportiert und zum Teil auch vernichtet.
Das Hauptgebäude des Museums in der Georgenstraße wurde 1959 abgebrochen. Das Gebäude in der Dorotheenstraße blieb erhalten.

#### Ausstellungen des Museums der Kriegsmarine in Berlin
- 1942 „Unser Kampf zur See“ im Berliner Kaiser-Friedrich-Museum, Sonderschau des Museums der Kriegsmarine mit Bildern von Walter Zeeden vom 13. Juni bis 30. September 1942.

### Zeughaus (Berlin)
Als der Kunsthistoriker Moritz Julius Binder nach rund zwanzigjähriger Tätigkeit vom Posten des Direktors des Berliner Zeughauses aufgrund des von den Nationalsozialisten am 7. April 1933 erlassenen Gesetzes zur Wiederherstellung des Berufsbeamtentums abgelöst wurde, übernahm Lorey 1934 dessen Nachfolge und trug in der Folge bis Mai 1945 die Verantwortung für das zu dieser Zeit noch und im weiteren Verlauf bis 1939 in der Zuständigkeit der Staatlichen Museen zu Berlin unter Generaldirektor Otto Kümmel liegende Zeughaus in Berlin.
Hermann Lorey ging dabei im Lauf der Zeit eine öffentlichkeitswirksame Liaison mit Adolf Hitler und dem NS-Regime ein, schrieb allein zwischen 1934 und 1939 begleitend zum Sammlungsaufbau mit 10 thematisch ausgerichteten Sonderausstellungen zum Ersten Weltkrieg den Mythos der im Feld unbesiegten deutschen Armee fort und betrieb gegen Frankreich gerichtete Geschichtspolitik. Nach der Umbenennung des Volkstrauertages im Jahr 1934 in Heldengedenktag stand nicht mehr das Totengedenken, sondern Heldenverehrung im Mittelpunkt, was später ab 1940 durch einen jährlichen Staatsakt im Zeughaus durch Adolf Hitler manifestiert wurde. Im August 1936 wurde die Weltkriegsabteilung im Zeughaus neu eröffnet. Das Zeughaus war unter Lorey in der Folge das am besten besuchte Museum Berlins und hatte im Jahr der Olympischen Sommerspiele 1936 einen Spitzenwert von ungefähr 500.000 Besuchern. Nach der Verschärfung der Vorschriften im August 1937 durch das Innenministerium wurde im Herbst 1937 der Kunsthistoriker und Kustos am Zeughaus Paul Post entlassen, weil dieser nach den NS-Rassegesetzen als jüdisch versippt einzuordnen war, da seine Frau als Volljüdin klassifiziert wurde. 1938 wurde Herbert Knötel als Kustos berufen, der mit Hermann Lorey zahlreiche Ausstellungen gestaltete, Führungen organisierte und ihn auf Beute- und Sammelreisen begleitete. Am 21. Juni 1939 ordnete Adolf Hitler die Übernahme der Heeresmuseen in Berlin, Dresden und München durch die Wehrmacht an, die, durch den Ausbruch des Krieges verzögert, am 23. März 1940 erfolgte. Die Museen sollten Kriegsereignisse und Beute zeigen und als würdige Plätze für Staatsbegräbnisse verdienter Heerführer dienen. Das Berliner Zeughaus wurde damit aus der Zuständigkeit der Staatlichen Museen zu Berlin herausgelöst und der Wehrmachtsdienststelle Chef der Heeresmuseen unterstellt, die als nachgeordnete Dienststelle des OKH dem Allgemeinen Heeresamt zugeordnet war.
Bei der Bombardierung Berlins am 23. November 1943 brannte der Dachstuhl des Zeughauses fast vollständig ab. Er wurde wieder notdürftig instand gesetzt und der Ausstellungsbetrieb lief demonstrativ als Teil der nationalsozialistischen Kriegspropaganda noch bis September 1944 weiter, als das Zeughaus als letztes der Berliner Museen vor dem Hintergrund der aussichtslosen Lage letztendlich doch noch schließen musste. Bei weiteren Bombenangriffen wurden noch das Obergeschoss und die Ruhmeshalle sowie das Depotgebäude mit den umfangreichen Sammlungen zum Ersten Weltkrieg zerstört.
Nach Ausbruch des Krieges wurden die ersten wertvollen Sammlungsobjekte ausgelagert. Im Flakturm am Zoo wurden die Andenken Napoleons aus der Schlacht bei Belle-Alliance eingelagert. Die Fahnen und Standarten kamen im Juni 1943 nach Graudenz. Hauptbergungsort der Sammlungsbestände und der Zeughausbibliothek wurde Deutsch-Krone, während, mit Ausnahme einiger leichter Geschütze, die Artillerieabteilung einschließlich der Modelle und Restbestände der Bibliothek im Zeughaus verblieben.
Im August 1944 wurden aufgrund der nahenden Ostfront die Bestände aus Deutsch-Krone nach Freyburg an der Unstrut in das Schloss Neuenburg verlagert. Von den sieben Waggons, die im November 1944 Graudenz verließen, wurden fünf durch Artilleriebeschuss zerstört und zwei erreichten im Januar 1945 ihre Bestimmungsorte Golzow und Gebersdorf. Bei der Zerstörung von Schloß Golzow durch Kampfhandlungen im April 1945 verbrannte das Gros der dort untergebrachten etwa 1300 Fahnen. Im April 1945 wurden die Fahnen von Gebersdorf in das Jagdschloss Waidmannsheil nach Thüringen verlagert und im März 1945 die Geschützmodelle und Bestände der Bibliothek nach Schönebeck an der Elbe ausgelagert. Zur gleichen Zeit wurden Teile aus dem Flakturm Zoo im Rahmen einer allgemeinen Aktion der Staatlichen Museen in die Rhön nach Merkers gebracht.
Das Zeughaus, das zuvor das größte Heeresmuseum in Europa mit einem Bestand von annähernd 500000 Exponaten war, wurde in einer Sitzung der Alliierten Kommandantur der Stadt Berlin am 18. Oktober 1945 aufgelöst, da die Institution als ein Symbol des deutschen Militarismus angesehen wurde. Die im Flakbunker und in Schönebeck aufgefundenen Exponate wurden in die Sowjetunion abtransportiert, während die in Merkers eingelagerten Exponate, wie Preußische Truppenfahnen usw. durch die US-Amerikaner sichergestellt wurden.
Als im Jahre 1952 durch Regierungsbeschluss der DDR das Museum für Deutsche Geschichte im Zeughaus etabliert wurde, waren nur noch rund 4.950 Zeughausobjekte vorhanden.

#### Sonderausstellungen im Zeughaus
- 1934: 1. Vogesenfront. Gedächtnisschau 1914–1934. Mit Kriegsbildern von Ernst Vollbehr.
- 1935: 2. Ostpreußen und die Winterschlacht in Masuren. Gedächtnisschau 1915–1935.
- 1935: 3. Generalfeldmarschall von Hindenburg. Bilder und Dokumente. Gedächtnisschau 1915–1935.
- 1935: 4. Die Herbstschlacht in der Champagne und im Artois. Gedächtnisschau 1915–1935.
- 1936: 5. Der Kampf um Verdun. Gedächtnisschau 1916–1936.
- 1936: 6. Schicksale einer Fronttruppe. Das Preußische Reserve-Jäger-Bataillon Nr. 4 in Bildern und Skizzen des Oberjägers Otto Engelhardt-Kyffhäuser.
- 1937: 7. Kriegsplakate und Maueranschläge bei Freund und Feind.
- 1937: 8. Die Eroberung der Baltischen Inseln.
- 1938: 9. Die große Schlacht in Frankreich (Unternehmen Michael) 21. März–6. April 1918 und die Schlacht am Kemmel, April 1918
- 1939: 10. Die Schlacht bei Tannenberg.

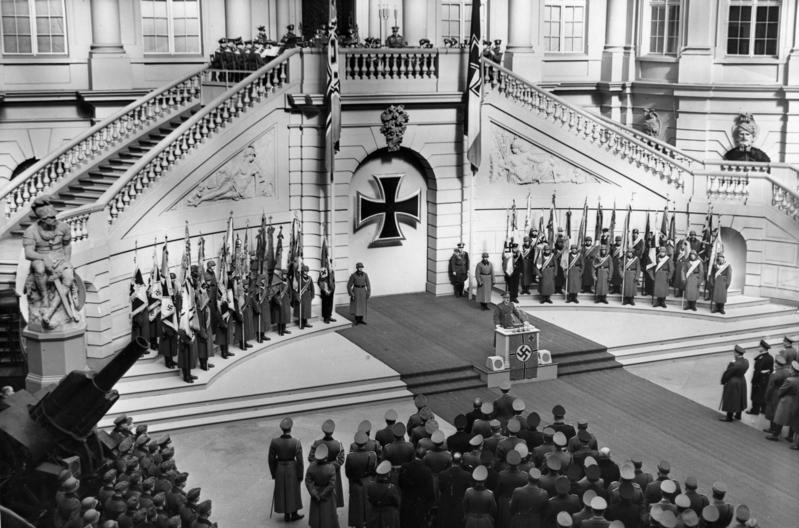
Heldengedenktag am 10. März 1940 im Zeughaus

#### Ausstellungen/Beuteausstellungen im Zeughaus
Nach dem Überfall auf Polen (1. September bis 6. Oktober 1939):
- 14. Oktober 1939: Kriegsbeute aus Polen.
- 1940: Der Feldzug in Polen.

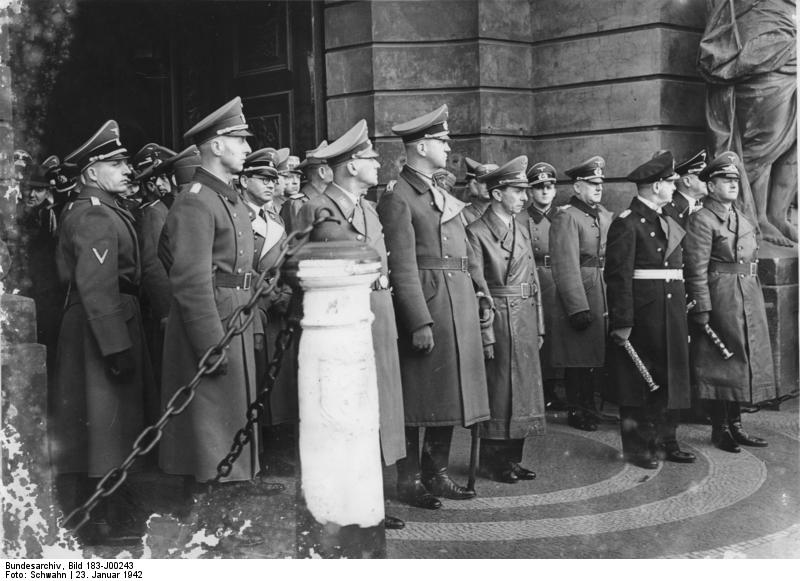
Staatsakt am 23. Januar 1942 für Generalfeldmarschall v. Reichenau. Im Bild Reichsminister Wilhelm Frick, Reichsleiter Philipp Bouhler, Generaloberst Friedrich Fromm, Reichsminister Joseph Goebbels, Großadmiral Erich Raeder und Generalfeldmarschall Erhard Milch vor dem Zeughaus

Nach dem Westfeldzug (10. Mai bis 25. Juni 1940):
- 1940: Ausstellung von Kriegsbeute vom Polen- und Frankreichfeldzug im Lichthof des Berliner Zeughauses.
- 1941: Der Feldzug im Westen.

Deutsch-Sowjetischer Krieg  (22. Mai 1941 bis 8./9. Mai 1945):
- 21. März 1943: Kampf in Zentralrussland.

Während der auf den Heldengedenktag 1943 gelegten Ausstellungseröffnung wollte sich Rudolf-Christoph von Gersdorff zusammen mit Adolf Hitler in die Luft sprengen. Dieser verließ die Ausstellung aber schon nach wenigen Minuten, bevor der Säurezünder wirksam werden konnte. Von Gersdorff konnte den Zünder noch rechtzeitig entschärfen.

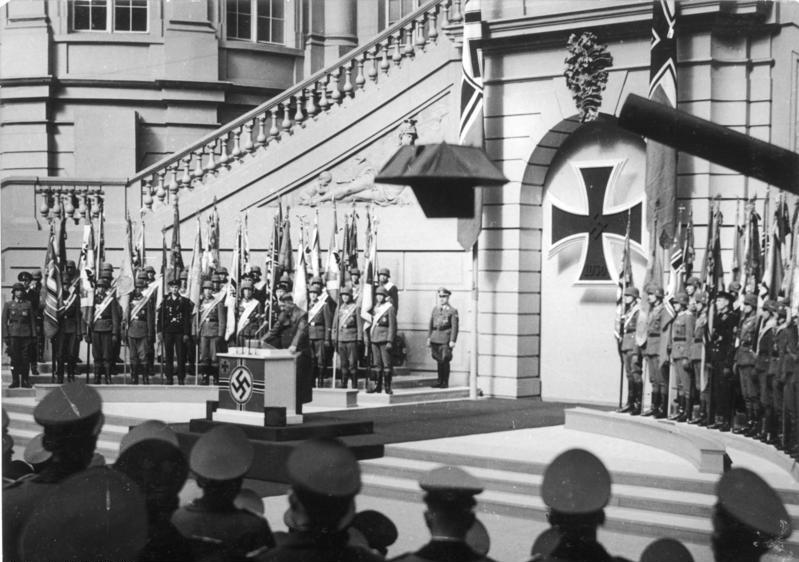
Rede von Adolf Hitler am 21. März 1943 zum Heldengedenktag im Zeughaus

#### Veranstaltungen im Zeughaus
- 21. Mai 1939: Ludendorff-Feier

Feier zu Ehren von Erich Ludendorff, dem 1937 in München verstorbenen General und Stellvertreter Paul von Hindenburgs unter öffentlichkeitswirksamer Einbeziehung seiner Witwe, der Schriftstellerin und Vertreterin der Völkischen Bewegung Mathilde Ludendorff.
- 10. März 1940: Heldengedenktag 1940
- 16. März 1941: Heldengedenktag 1941
- 23. Januar 1942: Staatsakt für Generalfeldmarschall Walter von Reichenau

Teilnahme von Reichsmarschall Hermann Göring, Großadmiral Erich Raeder, Generalfeldmarschall Erhard Milch und Generalfeldmarschall Gerd von Rundstedt. Generalleutnant Paul von Hase, Kommandant von Berlin, meldete die Trauerparade.
- 15. März 1942: Heldengedenktag 1942
- 13. Februar 1943: Staatsakt für Generaloberst Curt Haase
- 21. März 1943: Heldengedenktag 1943
- 19. Mai 1943: Staatsakt für General Walter von Brockdorff-Ahlefeldt

### Kunstschutz und Kunstraub im Zuständigkeitsbereich der Wehrmacht
Während des Krieges wurden in den von deutschen Truppen besetzten Gebieten von verschiedenen Akteuren mit unterschiedlichen Zielsetzungen wie:
- der Adolf Hitler zum Aufbau des in Linz geplanten Führermuseums direkt unterstellten Organisation Sonderauftrag Linz (Leitung 1. Juli 1939 Hans Posse, Dezember 1942 Hermann Voss),
- dem Einsatzstab Reichsleiter Rosenberg (ERR) der NSDAP,
- dem Sonderkommando Künsberg des Auswärtigen Amtes,
- der Forschungsgemeinschaft Deutsches Ahnenerbe der SS
im Rahmen des sogenannten „Kunstschutzes“ unzählige Kunstwerke konfisziert. Auch im Bereich der Wehrmacht selbst, die mit Fragen des Kunstschutzes unmittelbar im Kampfeinsatz und im Frontgebiet konfrontiert war, waren Akteure mit unterschiedlichen Unterstellungen und Zuständigkeiten sowie Interessen und Zielsetzungen aktiv:
- die militärische Abwehr sammelte Material zur Feindaufklärung. Leiter der Abwehr waren von 1935 bis zum 11. Februar 1944 der spätere Admiral Wilhelm Canaris und vom 12. Februar bis Mai 1944 der von Canaris selbst noch vor seiner Amtsenthebung zu seinem Nachfolger ernannte Oberst Georg Alexander Hansen. Die Abwehrabteilung I, der „Geheime Meldedienst“, wurde unter der Leitung von Oberst i. G. Georg Alexander Hansen als „Militärisches Amt“ (Mil Amt) in das Reichssicherheitshauptamt überführt und unterstand von da an dem SD-Chef Walter Schellenberg, Hansen war dessen Stellvertreter. Alle übrigen Bereiche der Abwehr wurden bis zum Kriegsende der Gestapo zugeschlagen.
- die Dienststelle Chef der Heeresarchive mit Dienstsitz in Potsdam hatte die Leitung des Archivwesens für den Wehrmachtteil Heer und sammelte militärisch relevante Archive. Dem Chef der Heeresarchive unterstanden die Heeresarchive in Potsdam, Wien, München, Dresden und Stuttgart, die Heeresarchiv-Zweigstellen in Prag und Danzig sowie die Beauftragten in den besetzten Gebieten und die Wehrmacht-Sichtungsstelle für Beuteakten. Der Chef der Heeresarchive unterstand bis 1942 dem Oberquartiermeister V im Generalstab des Heeres und wurde mit der Neuausrichtung der Kriegsgeschichtsschreibung zum 1. Juli 1942 dem Beauftragten des Führers für die militärische Geschichtsschreibung Oberst d. G. Walter Scherff unterstellt. Chef der Heeresarchive war von 1937 bis zu seiner Ablösung durch Scherff Mitte 1942 der später im April 1945 auf ausdrücklichen Befehl Heinrich Himmlers im KZ Flossenbürg ermordete General der Artillerie Friedrich von Rabenau und ab 1942 bis Kriegsende der Heeresarchivdirektor Karl Ruppert, der zuvor bereits seit 1937 das Heeresarchiv Potsdam leitete. Die Leitung des Heeresarchivs Potsdam und das Amt des Chefs der Heeresarchive wurden 1943 zusammengelegt. Ein britischer Luftangriff auf Potsdam am 14. April 1945 traf das Dienst- und Magazingebäude des Chefs der Heeresarchive und des Heeresarchivs Potsdam schwer. Dabei sind die Bestände des brandenburgisch-preußischen Heeresarchivs nahezu vernichtet worden. Das betraf u. a. die Akten des preußischen Militärkabinetts, die Akten des preußischen Kriegsministeriums, die Kriegsakten der Einigungskriege und die wichtigsten Kriegstagebücher mit Anlagen aus dem Ersten Weltkrieg. Die Überlieferung personenbezogener Unterlagen der preußischen Armee und der Reichswehr gilt als nahezu restlos vernichtet. Kurz vor der Einschließung Berlins wurden in „zwei Transporten von je 4-6 Eisenbahnwaggons“ die Kriegstagebücher des Zweiten Weltkriegs und wenige besonders wertvolle ältere Akten nach Blankenburg im Harz und nach Bad Reichenhall bzw. Kufstein verlagert. Das Archivgut in Blankenburg beschlagnahmten die Westalliierten. Es handelte sich dabei um die Kriegstagebücher der Armeeoberkommandos, der Generalkommandos, der Divisionen und weiterer Heeresdienststellen sowie Teile älterer Akten. Die Kriegstagebücher von Spitzenbehörden des Heeres verbrannten auf Befehl des Beauftragten des Führers für die militärische Geschichtsschreibung Scherff in Reichenhall bzw. Kufstein. Die Vernichtung älterer Akten und Nachlässe und Sammlungen in Reichenhall konnte vom zuständigen Beamten verhindert werden.
- die Dienststelle Chef der Heeresbüchereien sammelte und übernahm relevante Bibliotheken. Im Jahr 1941 wurde eine Dienststelle Chef der Heeresbüchereien geschaffen, die bis 1942 dem Oberquartiermeister V im Generalstab des Heeres unterstand und mit der Neuausrichtung der Kriegsgeschichtsschreibung zum 1. Juli 1942 dem Beauftragten des Führers für die militärische Geschichtsschreibung Oberst d. G. Walter Scherff unterstellt wurde. Chef der Heeresbüchereien war ab 1. Januar 1941 der am 1. April 1941 zum Oberst i. G. beförderte Ludwig Rüdt von Collenberg (1889–1975) und ab 1. Dezember 1943 Oberst i. G. Hans Hugo von Kirchbach (1887–1972), der bis zum 25. Mai 1944 mit der Wahrnehmung der Dienstgeschäfte beauftragt war. Die fachlichen Aufgaben wurden vom wissenschaftlichen Bibliothekar Friedrich Bräuninger wahrgenommen. Die Deutsche Heeresbücherei selbst wurde 1919 durch den Bibliothekar und Oberstleutnant a. D. Siegfried Klefeker gegründet, der bis zu seinem Ruhestand am 1. April 1936 als Oberst (E) a. D. und Direktor der Deutschen Heeresbücherei, Berlin NW 7, Dorotheenstr. 48, wirkte. Die Nachfolge von Siegfried Klefeker als Direktor der Deutschen Heeresbücherei übernahm von 1936 bis Kriegsende 1945 der Bibliothekar und Militärhistoriker Günther Gieraths. Die Bestände der Deutschen Heeresbücherei (ca. 400.000 Bände, 250.000 Karten und 500 Handschriften) wurden zunächst nach Potsdam und von dort auf das Schloss Rothenburg in der Lausitz ausgelagert, wo sie bei Kriegsende den sowjetischen Truppen in die Hände fielen und in die UdSSR abtransportiert wurden. Es wird vermutet, dass die Deutsche Heeresbücherei heute nicht mehr als Ganzes oder in größeren geschlossenen Teilen existiert, sondern auf mehrere sowjetische bzw. russische Bibliotheken verteilt worden ist.
- die Dienststelle Chef der Heeresmuseen sammelte Beutegut und Trophäen.

### Chef der Heeresmuseen
Die Dienststelle Chef der Heeresmuseen (Chef Heer Mus), die als nachgeordnete Dienststelle des Oberkommandos des Heeres (OKH) in der Kommandostruktur unter dem Chef der Heeresrüstung und Befehlshaber des Ersatzheeres (Chef H Rüst u BdE; 31. August 1939 bis 20. Juli 1944 General Friedrich Fromm, 21. Juli 1944 bis April 1945 Reichsführer SS Heinrich Himmler) dem Allgemeinen Heeresamt (AHA; 15. Februar 1940 bis 20. Juli 1944 General Friedrich Olbricht) zugeordnet war, wurde seit 1. Mai 1938 vom General der Infanterie Friedrich Roese (1879–1966) geführt. Am 21. Juni 1939 ordnete Adolf Hitler die Übernahme der Heeresmuseen in Berlin, Dresden und München durch die Wehrmacht an, die, durch den Ausbruch des Krieges verzögert, am 23. März 1940 erfolgte. Da General Roese vom 1. September 1939 bis 1. Mai 1942 als Inspekteur der Infanterie des Ersatzheeres verwendet wurde, übernahm Hermann Lorey für diesen Zeitraum die Aufgaben des Chefs der Heeresmuseen und war damit in dieser Zeit für Trophäen und Kriegsbeute, insbesondere ihre Erfassung und Verteilung auf die Museen, zuständig. In dieser Funktion, für die mit Datum 22. Juni 1940 zumindest noch eine Dienstanweisung erstellt wurde, unterstanden ihm bis zur Rückkehr von General Roese:
 - das mit dem Anschluss Österreichs am 13. März 1938 bereits seit dieser Zeit der Wehrmacht unterstellte Heeresmuseum Wien (Generalkustos Alfred Mell)
 - das bereits von ihm selbst geleitete Berliner Zeughaus
 - das Bayerische Armeemuseum in München/1940 bis 1942 Heeresmuseum der Wehrmacht (Major a. D. Georg Gilardone, Hauptkonservator Alexander von Reitzenstein)
 - das Sächsische Armeemuseum in Dresden/1940 bis 1942 Heeresmuseum der Wehrmacht (Leiter Ernst von Koerner).
Hinzu kamen in den ersten Kriegsjahren:
 - nach der Zerschlagung der Tschechoslowakei und dem Einmarsch der Wehrmacht am 15. März 1939 in Prag im Folgejahr das Heeresmuseum Prag; die Dienststelle Heeresmuseum Prag wurde 1940 im Palais Schwarzenberg in Hradschin gegründet, das Museum selbst wurde offiziell nie für den Publikumsverkehr eröffnet.
 - das Heeresmuseum Straßburg (Eröffnung 5. Mai 1944, Schließung 18. August 1944, Direktor Oberstleutnant Ritscher). Das vom Gauleiter Robert Wagner initiierte Museums lag in der Verantwortung des Kunsthistorikers Kurt Martin, der 1940 Leiter der städtischen Museen von Straßburg und Generalbevollmächtigter für die Museen im Elsass und in Baden wurde.
 - das Festungsmuseum Metz (1940 Kurator Edmund Hausen, 1943/1944 Museumsaufbau Heinz R. Uhlemann, Eröffnung Sonderausstellung Juni 1944)
 - das Festungsmuseum Lötzen (Feste Boyen und Vaterländische Gedenkhalle). Die Eröffnung als Heeresmuseum wurde auf die Zeit nach dem Endsieg verlegt.
In der Nachfolge von General Roese als Chef der Heeresmuseen war in der Zeit vom 1. Oktober 1943 bis zum Kriegsende am 8. Mai 1945 der vormalige Chef der Kommandantur der Befestigungen bei Königsberg und Kommandant der Befestigungen von Ostpreußen Generalleutnant Albrecht Brand eingesetzt.
Als weitere Dienststellenangehörige gelten der Sonderführer Peter Halm, Georg Poensgen, Rudolf Pühringer (mindestens 2 Zeiträume), Ernstotto zu Solms-Laubach (Zuversetzung April 1944), Hans Robert Weihrauch und später auch Alexander von Reitzenstein.

#### Sonderausstellungen des Chefs der Heeresmuseen
- Juni bis August 1944: Sonderschau Kampfraum Südost, Heeresmuseum Wien.[17] Die Eröffnung der Sonderschau erfolgte durch den Oberbefehlshaber Südost Generalfeldmarschall Maximilian von Weichs, wobei dieser bei diesem Anlass zwei von Heinrich Krippel geschaffene Bildnisbüsten von August von Mackensen und Paul von Hindenburg sowie eine künstlerisch von Karl Langer vollendete Büste Adolf Hitlers in die Obhut des Heeresmuseums Wien übergab.

### Sammlung von Beutegut nach dem Überfall der deutschen Wehrmacht auf Norwegen und Dänemark
Nach Beendigung des unter dem Decknamen Unternehmen Weserübung während des Zweiten Weltkrieges am 9. April 1940 durchgeführten Überfalls der deutschen Wehrmacht auf die neutralen Länder Norwegen und Dänemark war Hermann Lorey einige Zeit nach der am 10. Juni 1940 erfolgten Kapitulation Norwegens mit einer Beute-Kommission in Norwegen unterwegs auf der Suche nach geeigneten Museumsobjekten für das Museum der Kriegsmarine, das Zeughaus in Berlin oder eines der ihm zu dieser Zeit als Dienststellenleiter der Dienststelle Chef der Heeresmuseen unterstehenden Heeresmuseen. Dieser Beute-Kommission gehörten Konteradmiral Hermann Lorey, sein Kustos Herbert Knötel (1893–1963), Georg Kunert († 1947), Henke und ein norwegischer Kraftfahrer an.

### Sonderauftrag Rückführung von in Frankreich befindlichen Kunstwerken und Kriegstrophäen
Hermann Lorey wurde von Adolf Hitler persönlich als Sonderbeauftragter für die „Rückführung von in Frankreich befindlichen Kunstwerken und Kriegstrophäen“ ausgewählt. Mit diesem Sonderauftrag, der ihm brieflich vom Führerhauptquartier mit Schreiben des Generaloberst Keitel vom 24. Juni 1940 mitgeteilt wurde, sollte er die sogenannte Beutekunst deutscher Provenienz aus der Zeit der Freiheitskriege über 1914/1918 bis zur jüngsten Zeit wieder ins Reich zurückführen. Darunter wurden auch solche Kunstwerke subsumiert, die gemäß Versailler Vertrag vom Deutschen Reich übergeben worden waren. Weiterhin sicherte Adolf Hitler Hermann Lorey zu, die zur Erfüllung seines Auftrages erforderlichen Geldmittel in weitestem Maße über den Reichsminister Hans Heinrich Lammers zur Verfügung zu stellen. Der deutsche Militärbefehlshaber Paris General der Artillerie Alfred von Vollard-Bockelberg wurde über diesen Sachverhalt informiert. Zum verantwortlichen Kunstschützer für das besetzte Frankreich war bereits seit Mai 1940 der Kunsthistoriker und Kurator der Rheinprovinz Franz Graf Wolff-Metternich zur Gracht bestellt, der direkt dem Generalquartiermeister beim OKH unterstellt war, dieses Amt bis Juli 1942 ausübte und dessen Stellvertreter Bernhard von Tieschowitz (1902–1968) anschließend die Nachfolge übernahm. Auch wenn es vielfältige Berührungspunkte diverser Organisationen und Einzelpersonen mit Hermann Lorey gegeben haben muss, konnte darüber bisher nur sehr wenig ermittelt werden. Hermann Lorey hat sich bei der Ausführung der ihm erteilten Sonderaufträge scheinbar durchgängig an den Grundsätzlichen Befehl Adolf Hitlers zur Geheimhaltung vom 11. Januar 1940 gehalten, weshalb zu seinen Sonderaufträgen im Lauf der Zeit nur in sehr geringem Umfang Detailinformationen bekannt wurden. Als Zusammenfassung seines Auftragsergebnisses veröffentlichte Hermann Lorey allerdings zumindest 1941 mit einer Auflage von 300 Exemplaren eine Liste der 1940 aus Frankreich zurückgeführten militärischen Gegenstände, Druck von Thormann & Goetsch, in der er 2027 der betroffenen Exponate aufführt.

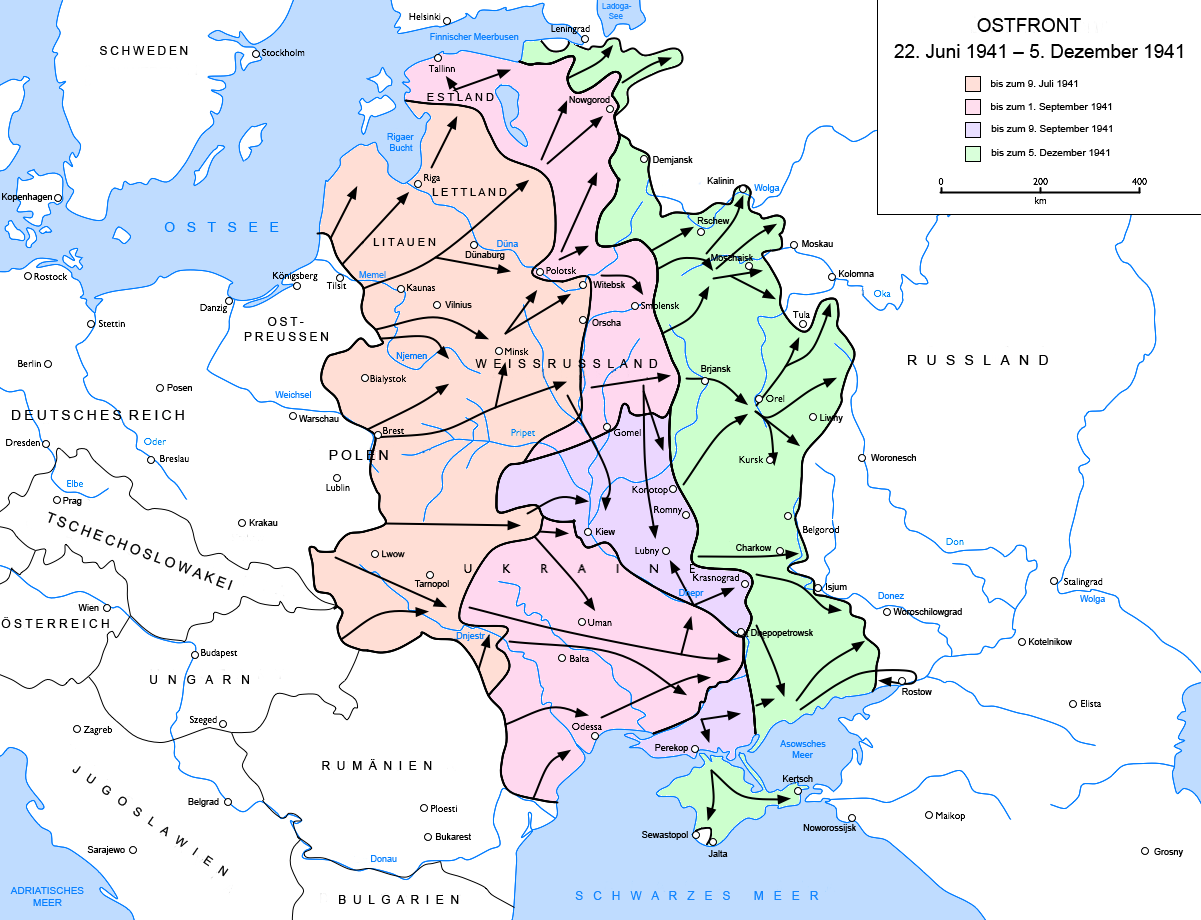
Deutscher Vormarsch bis Anfang Dezember 1941 und Frontverläufe

### Sammlung von Beutegut im Deutsch-Sowjetischen Krieg
Im Deutsch-Sowjetischen Krieg, der im damaligen Deutschen Reich als Russland- oder Ostfeldzug bezeichnet wurde, suchte Hermann Lorey zahlreiche Schlachtfelder im Osten auf, um aus dem jeweiligen Beutegut sachkundige Auswahl zu treffen und dafür zu sorgen, dass wertvolle Stücke so rasch als möglich nach Berlin oder zumindest zunächst in die neueingerichteten Sammellager verbracht werden, von wo aus diese dann auf die einzelnen Heeresmuseen verteilt werden konnten. Zu dieser Thematik veröffentlichte die Deutsche Zeitung im Ostland im August 1941 ein in Riga geführtes Gespräch mit Hermann Lorey, in dem dieser die Bedeutung sowjetischer Beutestücke ausdrücklich hervorhebt.

### Bernsteinzimmer

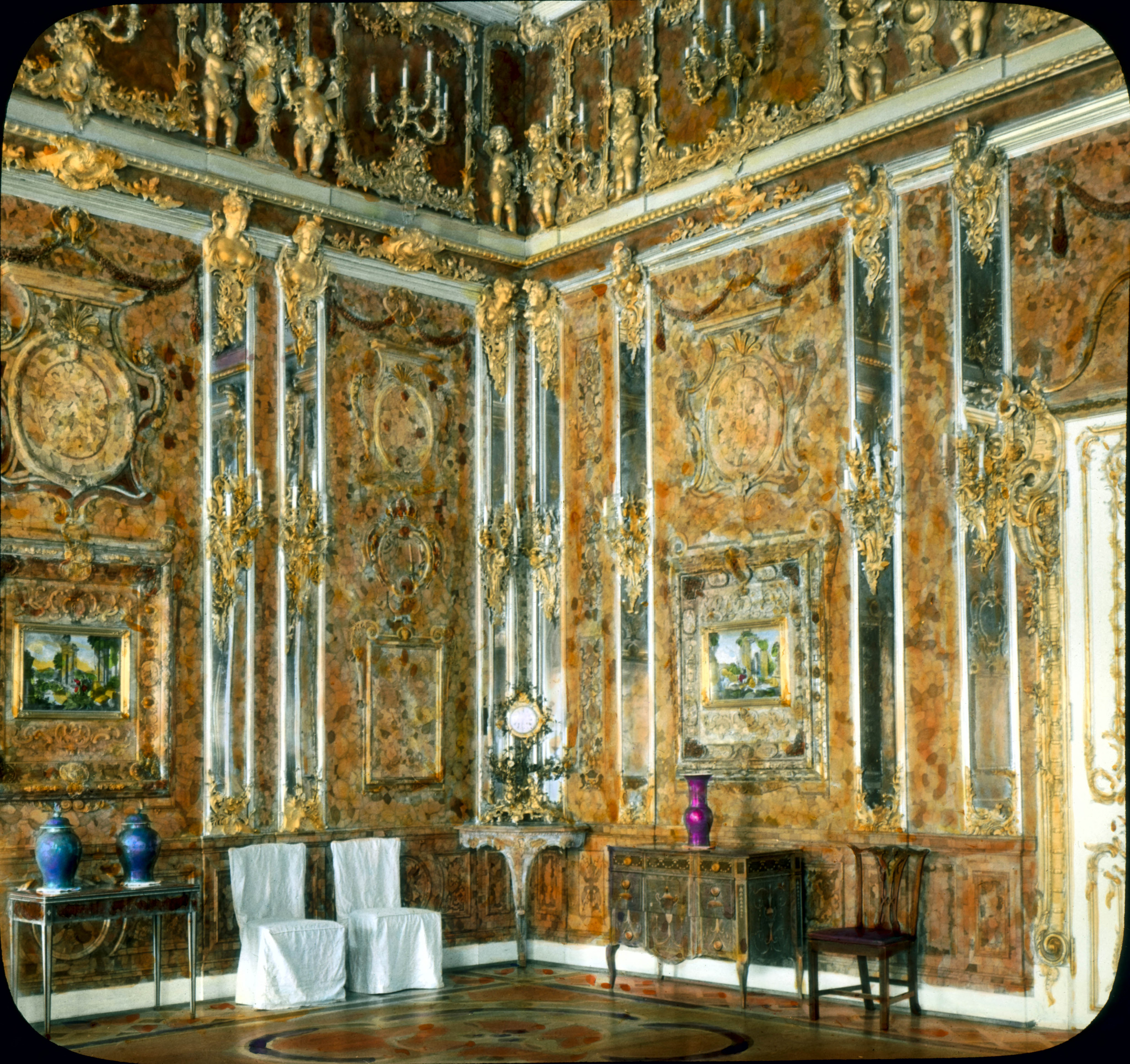
Das Bernsteinzimmer im Jahr 1931 (1941 nach Königsberg gebracht)

In seiner Eigenschaft als Chef der Heeresmuseen unterstanden ihm auch die Beutegut- und Sammeloffiziere (Kunstschutzoffiziere), wie u. a. Werner Hahlweg, der zuvor schon ab Juli 1936 am Zeughaus als Militärwissenschaftler wirkte oder auch Georg Poensgen und Ernstotto zu Solms-Laubach, die bereits in der frühen Phase des Krieges gegen die Sowjetunion im Jahr 1941 mit der „Sicherstellung und dem Schutz“ diverser hochwertiger Kunstgegenstände beauftragt waren. Die Wandverkleidung des legendären Bernsteinzimmers des Berliner Stadtschlosses, welches sich seit dem Jahr 1716 als Geschenk des preußischen Königs Friedrich Wilhelm I. an den russischen Zaren Peter den Großen im Katharinenpalast in Zarskoje Selo, etwa 25 km südlich von Sankt Petersburg, befand, demontierte Hauptmann Poensgen unter der Aufsicht des Rittmeisters Solms-Laubach ab dem 14. Oktober 1941 innerhalb von 36 Stunden, verpackte sie in 27 Kisten und ließ sie bis 13. November 1941 zum Königsberger Schloss in Königsberg transportieren, wo vor Ort im Prussia-Museum bereits die Prussia-Sammlung ausgestellt wurde und Alfred Rohde, Direktor des Königsberger Schlosses und der Kunstsammlungen der Stadt Königsberg, im dritten Stock im Südflügel des Schlosses einen Raum für das Bernsteinzimmer zur Verfügung stellte. Die Beschlagnahmung des Bernsteinzimmers 1941 in Zarskoje Selo wird heute als Kunstraub gewertet. Der weitere Verbleib des Bernsteinzimmers ist ungeklärt, es ist legendär und zum Mythos geworden und gilt seit 1945 als verschollen. Verschiedene Autoren, die seit dieser Zeit immer wieder die unterschiedlichsten Zusammenhänge aufgedeckt und hergestellt haben, um Hermann Lorey in seiner Eigenschaft als Chef der Heeresmuseen neben dem Kunstraub 1941 auch mit dem späteren Verschwinden des Bernsteinzimmers aus Königsberg in Zusammenhang zu bringen, lassen bei ihren Beweisführungen unberücksichtigt, dass in der Nachfolge von General Roese bereits im Oktober 1943 der vormalige Chef der Kommandantur der Befestigungen bei Königsberg und ehemalige Kommandant der Befestigungen von Ostpreußen Generalleutnant Albrecht Brand diesen Dienstposten übernommen hatte.

### Familie
Hermann Lorey war seit 1913 mit seiner Ehefrau Petra, geborene Zwirnmann, verheiratet, durch deren norwegische Mutter die Familie zahlreiche Beziehungen nach Norwegen und Schweden hatte. Die Tochter Gudrun war in Schweden und die Tochter Helga in Norwegen verheiratet. Der Sohn Jörgen (geb. 9. März 1917) war Leutnant zur See und Beobachter auf einem Flugboot Dornier Do 18 D-3 der 2. Staffel/Küstenfliegergruppe 406 und fiel mit der restlichen Besatzung (Flugzeugführer, Hilfsbeobachter und Bordwart) am 29. November 1939 bei Schlechtwetter nach einer Bodenberührung des Flugbootes in den Dünen von Hörnum. Jörgen Loreys Leichnam wurde nach Berlin überführt, er ruht auf dem Waldfriedhof in Berlin-Dahlem. Im selben Grab ruht auch der Vater, der am 15. Oktober 1954 verstorben war.

### Nachkriegszeit
Hermann Lorey wurde nach dem Krieg im Jahr 1946 zur wissenschaftlichen Arbeit in den Berliner Museen herangezogen, die von russischer Seite initiiert wurde.
Hermann Lorey war u. a. Mitglied und einige Jahre Vorsitzender des Vereins für Historische Waffen- und Kostümkunde, Mitglied der Schiffbautechnischen Gesellschaft und Ehrenmitglied der Gesellschaft für Heereskunde, für die er im Jahr vor seinem Tod am 11. November 1953 auf der ersten Jahreshauptversammlung nach dem Zweiten Weltkrieg in Berlin-Dahlem noch den Vorsitz übernahm.

## Orden und Ehrenzeichen (Auszug)
- Kolonial-Denkmünze mit Gefechtsspange Venezuela 1902/1903
- Eisernes Kreuz (1914) II. und I. Klasse
- Roter Adlerorden 4. Klasse
- Osmanié-Orden IV. Klasse
- Ehrenkreuz für Frontkämpfer
- Königlich Preußisches Dienstauszeichnungskreuz

### Anerkennungen
Der Künstler und Restaurator Hans Lehmkuhl malte 1943 ein Porträt von Hermann Lorey.

## Werke
- mit Amalie Maurer: Das schwarze Bilderbuch. Lust und Leid in Wald und Heid. Bartholdi, Wismar 1909
- Der Krieg in den türkischen Gewässern. Erster Band. Die Mittelmeerdivision. Mittler, Berlin 1928
- Der I. Offizier an Bord eines Kriegsschiffes. Meereskunde. Sammlung volkstümlicher Vorträge. Heft 187, Mittler, Berlin 1929
- Auf der Kommandobrücke eines Kriegsschiffes. Meereskunde. Sammlung volkstümlicher Vorträge. Band XVII, 10, Heft 196, Mittler, Berlin 1930
- mit Fritz-Otto Busch: Unter der alten Flagge 1914–1918. Reimar Hobbing, Berlin 1935
- mit Kurt Aßmann: Der Krieg in den türkischen Gewässern. Zweiter Band. Der Kampf um die Meerengen. Mittler, Berlin 1938
- Die Fahnen von Hohenfriedberg (österr. Trophäen des Drag.-Rgts. Bayreuth). In: Zeitschrift für Heereskunde, 107, 1939, S. 7
- Liste der 1940 aus Frankreich zurückgeführten militärischen Gegenstände. 205 S., Druck von Thormann & Goetsch, Berlin 1941